# Dano-Américains
- Viggo Mortensen
- Jacob Riis
Lars Ulrich
- Scarlett Johansson

Les Dano-Américains sont les Américains qui ont partiellement ou entièrement des ancêtres danois.
Selon l'American Community Survey, pour la période 2011-2015, 1 307 381 personnes déclarent avoir des ancêtres danois, soit près de 0,4 % de la population.